# 市野将理
市野 将理（いちの しょうり、1992年4月8日 - ）は、日本の俳優である。本名は同じ。千葉県成田市出身。
身長177cm、血液型B型。趣味・特技はサッカー。

## 来歴

### 学生時代
- 成田市立中台中学校を経て、千葉県立成田国際高等学校国際科を卒業。中高共にサッカー部に在籍した。
- 高校在学時の文化祭にて、在籍していた国際科3クラス合同で制作したミュージカル主演を務めた経験が、俳優を志すきっかけとなっている。
- 高校卒業と同時に俳優を目指し、上京資金を稼ぐために地元成田にて1年間、アルバイトをしていた。

### さいたまネクスト・シアター時代
- 上京半年後、彩の国さいたま芸術劇場を拠点に活動する、蜷川幸雄主催の「さいたまネクスト・シアター」の3期生オーディションを受験、600人中10人、倍率1.7%というという狭き門だったが合格した。
- 「さいたまネクスト・シアター」は18歳以上のメンバーで構成される若手演劇集団であり、「次代を担う若手俳優の育成」を目的として蜷川幸雄を主催として設立された。旗揚げイベントで無名の若手カンパニーとしては異例の5,000人を動員したこともあって注目度は高く、このオーディションに俳優活動半年という期間で合格するのは異例である。
- デビュー作は2013年、蜷川幸雄演出の舞台「オイディプス王」である。
- 「さいたまネクスト・シアター」3期生の同期に、女優の「佐藤玲」がいる。

## 出演

### 舞台
- オイディプス王 (2013年) - コロス 役 - 演出：蜷川幸雄
- 鴉よ、おれたちは弾丸をこめる (2013年) - 若者たち 役 - 演出：蜷川幸雄
- さいたまゴールド・シアター × 瀬山亜津咲 (ピナ・バウシュ ヴッパタール舞踊団) ワーク・イン・プログレス (2013年) - 演出・振付：瀬山亜津咲
- ヴォルフガング・ボルヒェルトの作品からの九章 一詩・評論・小説・戯曲より ー (2013年) - 兵士 役 - 演出：蜷川幸雄
- カリギュラ (2014年) - 演出：蜷川幸雄
- 「鴉よ、おれたちは弾丸をこめる」 再演 香港・東京・パリ・豊橋・川越公演(2014年) - 若者たち 役 - 演出：蜷川幸雄
- リチャード二世 (2015年) - ヨーク公爵の召使い 役 - 演出：蜷川幸雄
- 「リチャード二世」 再演 埼玉・ルーマニア公演 (2016年) - ヨーク公爵の召使い 役 - 演出：蜷川幸雄
- 一万人のゴールドシアター 2016 「金色交響曲〜わたしのゆめ、きみのゆめ〜」 (2016年) - 演出：ノゾエ征爾
- 薄い桃色のかたまり (2017年) タナカの息子 役 - 演出：若松了
- 病は気から〜レ・若さを歌おうラブル〜 - 脚本・演出：ノゾエ征爾

### 映画
- 東放学園専門学校 ドラマ制作 (2015年) - 主演 役
- 秘密 THE TOP SECRET (2016年) 少年院出の自殺者 役 - 監督：大友啓史
- アルピニスト 日本大学藝術学部放送学科 卒業制作 (2016年) - 主演 役
- DINER (2019年) 無礼図の部下 役 - 監督：蜷川美花

### ドラマ
- TBS 「死幣ーDEATH CASHー」 第1話 (2016年) - 大学生 役 - 演出：渡瀬暁彦

### CM
- サントリー「プレミアムモルツ」 プレミアムな笑顔 篇 (2016年)

### PV
- ゆず 「雨のち晴レルヤ」 (2014年)